# Sant Jordi-díj – Legjobb külföldi színész
A legjobb külföldi színésznek járó Sant Jordi-díjat 1959 óta adják át.

## Díjazottak
| Év   | Színész Ország                       | Film                                                           | Film éve |
| ---- | ------------------------------------ | -------------------------------------------------------------- | -------- |
| 2011 | Joaquin Phoenix · PUR                | Két szerető (Two Lovers)                                       | 2008     |
| 2010 | Frank Langella · USA                 | Frost/Nixon (Frost/Nixon)                                      | 2008     |
| 2009 | Philip Seymour Hoffman · USA         | Mielőtt az ördög rádtalál (Before the Devil Knows You're Dead) | 2007     |
| 2008 | Viggo Mortensen · USA                | Eastern Promises (Eastern Promises)                            | 2007     |
| 2007 | Daniel Craig · ENG                   | Casino Royale (Casino Royale)                                  | 2006     |
| 2006 | Paul Giamatti · USA                  | A remény bajnoka (Cinderella Man)                              | 2005     |
| 2005 | Bill Murray · USA                    | Elveszett jelentés (Lost in Translation)                       | 2003     |
| 2004 | Edward Norton · USA                  | Az utolsó éjjel (25th Hour)                                    | 2002     |
| 2003 | Sergio Castellitto · ITA             | Bella Martha (Bella Martha)                                    | 2001     |
| 2002 | Ricardo Darin · ARG                  | Az örömfiú (El hijo de la novia)                               | 2001     |
| 2001 | Daniel Auteuil · FRA                 | A sziget foglya (Le veuve de Saint-Pierre)                     | 2000     |
| 2000 | Philippe Torreton · FRA              | Válságállapot (Ca commence aujourd'hui)                        | 1999     |
| 1999 | Nick Nolte · USA                     | Kisvárosi gyilkosság (Affliction)                              | 1997     |
| 1998 | Robert Carlyle                       | Alul semmi (The Full Monty)                                    | 1997     |
| 1997 | Steve Buscemi · USA                  | Fargo (Fargo)                                                  | 1996     |
| 1996 | Chazz Palminteri · USA               | Közönséges bűnözők (The Usual Suspect)                         | 1994     |
| 1995 | Willem Dafoe · USA                   | Könnyű altató (Light Sleeper)                                  | 1992     |
| 1994 | Jeremy Irons · ENG                   | Végzet (Damage)                                                | 1992     |
| 1993 | Harvey Keitel · USA                  | Kutyaszorítóban (Reservoir Dogs)                               | 1992     |
| 1992 | Anthony Hopkins · Wales              | A bárányok hallgatnak (The Silence of the Lambs)               | 1991     |
| 1991 | Kenneth Branagh · Egyesült Királyság | V. Henrik (Henry V)                                            | 1989     |
| 1990 | John Malkovich · USA                 | Veszedelmes viszonyok (Dangerous Liaisons)                     | 1988     |
| 1989 | Forest Whitaker · USA                | Bird - Charlie Parker élete (Bird)                             | 1988     |
| 1988 | Dexter Gordon · USA                  | Dzsessz Párizsban ('Round Midnight)                            | 1986     |
| 1987 | Marcello Mastroianni · ITA           | Ginger és Fred (Ginger e Fred)                                 | 1986     |
| 1986 | Robert De Niro · USA                 | Volt egyszer egy Amerika (Once Upon a Time in America)         | 1986     |
| 1985 | Marcello Mastroianni · ITA           | Piera története (Storia di Piera)                              | 1983     |
| 1984 | Peter O’Toole · Írország             | Legkedvesebb évem (My Favorite Year)                           | 1982     |
| 1983 | Robert Preston · USA                 | Viktor, Viktória (Victor Victoria)                             | 1982     |
| 1982 | -                                    | -                                                              | -        |
| 1981 | -                                    | -                                                              | -        |
| 1980 | Klaus Kinski · POL                   | Nosferatu: Az éjszaka fantomja (Nosferatu: Phantom der Nacht)  | 1979     |
| 1979 | Bruno Ganz · SUI                     | Az amerikai barát (Der amerikanische Freund)                   | 1977     |
| 1978 | Robert De Niro · USA                 | Az utolsó filmcézár (The Last Tycoon)                          | 1976     |
| 1977 | Jack Nicholson · USA                 | Száll a kakukk fészkére (One Flew Over the Cuckoo's Nest)      | 1975     |
| 1976 | Dirk Bogarde · ENG                   | Elátkozottak (La caduta degli dei)                             | 1969     |
| 1975 | Gene Hackman · USA                   | Magánbeszélgetés (The Conversation)                            | 1974     |
| 1974 | Lino Ventura · ITA                   | (La bonne année)                                               | 1973     |
| 1973 | -                                    | -                                                              | -        |
| 1972 | Hajím Topól · Izrael                 | Hegedűs a háztetőn (Fiddler on the Roof)                       | 1971     |
| 1971 | -                                    | -                                                              | -        |
| 1970 | Ron Moody · ENG                      | Olivér (Oliver!)                                               | 1968     |
| 1969 | Rod Steiger · USA                    | Forró éjszakában (In the Heat of the Night)                    | 1967     |
| 1968 | Dirk Bogarde · ENG                   | Baleset (Accident)                                             | 1967     |
| 1967 | Innokentyij Szmoktunovszkij · RUS    | Hamlet (Gamlet)                                                | 1964     |
| 1966 | -                                    | -                                                              | -        |
| 1965 | Peter O’Toole · Írország             | Becket (Becket)                                                | 1964     |
| 1964 | Jack Lemmon · USA                    | Míg tart a bor és friss a rózsa (Days of Wine and Roses)       | 1962     |
| 1963 | -                                    | -                                                              | -        |
| 1962 | Pietro Germi · ITA                   | Zsákutcában (Un maledetto imbroglio)                           | 1959     |
| 1961 | Alec Guinness · ENG                  | A ló szája (The Horse's Mouth)                                 | 1958     |
| 1960 | David Niven · ENG                    | Külön asztalok (Separate Tables)                               | 1958     |
| 1959 | Alec Guinness · ENG                  | Híd a Kwai folyón (The Bridge on the River Kwai)               | 1957     |